# Suiriri
Genre
Suiriri est un genre de passereaux de la famille des Tyrannidés.

## Liste des espèces
Selon la classification de référence du Congrès ornithologique international (version 14.1, 2024) :
- Suiriri suiriri (Vieillot, 1818) — Tyranneau suiriri
  - Suiriri suiriri bahiae (von Berlepsch, 1893)
  - Suiriri suiriri burmeisteri Kirwan, Steinheimer, Raposo & Zimmer, KJ, 2014
  - Suiriri suiriri suiriri (Vieillot, 1818)